# Blanche Mehaffey
Blanche Mehaffey (28 de julho de 1908 - 31 de março de 1968) foi uma atriz de cinema estadunidense que atuou principalmente na era do cinema mudo, trabalhando em 58 filmes entre 1923 e 1938. Muitas vezes foi creditada sob o nome Janet Morgan.

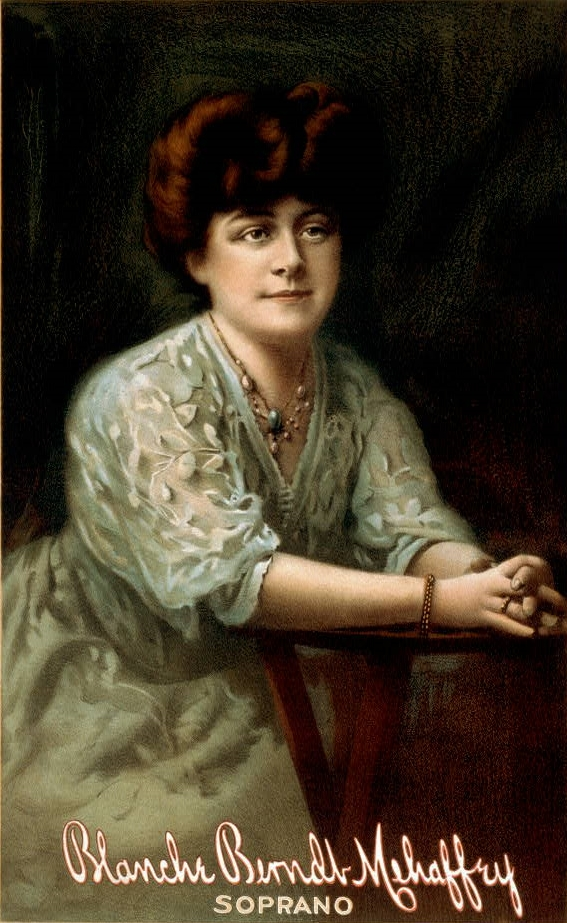
A soprano Blanche Berndt Mehaffey, mãe de Blanche Mehaffey

## Biografia
Blanche Mehaffey nasceu em Cincinnati, Ohio, filha de Edward Mehaffey e sua esposa, a soprano Blanche Berndt. Tinha um irmão, Edward Mehaffey Jr. Blanche estreou como dançarina, no Ziegfeld Follies, antes de ir a Hollywood e atuar em comédias para o cinema. O produtor de shows Florenz Ziegfeld dizia que ela tinha os mais belos olhos que ele vira. Em 1924, foi uma das "WAMPAS Baby Stars". The WAMPAS Baby Stars foi uma campanha promocional, patrocinada pela United States Western Association of Motion Picture Advertisers, uma associação de anunciantes de cinema, que homenageava treze (quatorze em 1932) jovens mulheres a cada ano, as quais eles acreditavam estarem no limiar do estrelato cinematográfico. Elas foram selecionadas a partir de 1922, até 1934, e eram premiadas anualmente e homenageadas em uma festa chamada WAMPAS Frolic.

## Carreira cinematográfica
Sua estreia em cinema foi no curta-metragem filme mudo Fully Insured, em 1923, pelo Hal Roach Studios. Ela atuou em várias comédias da Hal Roach, às vezes ao lado de Charley Chase ou Glenn Tryon. Atuou em filmes como A Woman of the World (1925), ao lado de Pola Negri. Mehaffey abandonou as filmagens para estudar voz e idiomas por mais de um ano em Nova Iorque, e retornou ao cinema em Sunrise Trail (1931), um filme com Bob Steele, e que foi seu primeiro filme sonoro. Seu último filme foi The Wages of Sin (1938).
Devil Monster, filme em que atuou em 1936, foi dirigido por S. Edwin Graham. Também intitulado The Great Manta, e na Grã-Bretanha foi lançado como The Sea Fiend, em 1938. Além disso, uma versão em espanhol intitulada El diablo del mar, dirigido por Juan Duval, usando alguns dos mesmos atores e filmagens, foi lançada nos Estados Unidos em 1936 pela Cinexport Films. Uma versão editada do filme foi lançada em 1946 como Devil Monster, um drama de baixo orçamento dos mares do Sul temperado com inserções de imagens de arquivo.
Em 1948, Blanche processou a Paramount Pictures em 100 000 por apresentar o seriado The Mystery Trooper, de 1931, na TV KTLA, sem a sua permissão e sem qualquer pagamento.

## Vida pessoal e morte
Mehaffey casou com o comerciante de petróleo George Joseph Hausen no Jonathan Club, em Los Angeles, Califórnia, em 4 de janeiro de 1928. Eles ficaram casados apenas durante dez semanas, quando a atriz obteve uma sentença de divórcio, em 6 de abril de 1928. Foi casada, também, com o produtor cinematográfico Ralph M. Like, entre julho de 1932 e 2 de novembro de 1938, divorciando-se novamente.
Blanche Mehaffey morreu em Los Angeles, Califórnia, em 1968, aos 59 anos, e foi sepultada no Forest Lawn Memorial Park, em Glendale.

## Filmografia parcial
- A Woman of the World (1925)
- His People (1925)[9]
- The Texas Streak (1926)
- The Princess from Hoboken (1927)
- Smilin' Guns (1929)

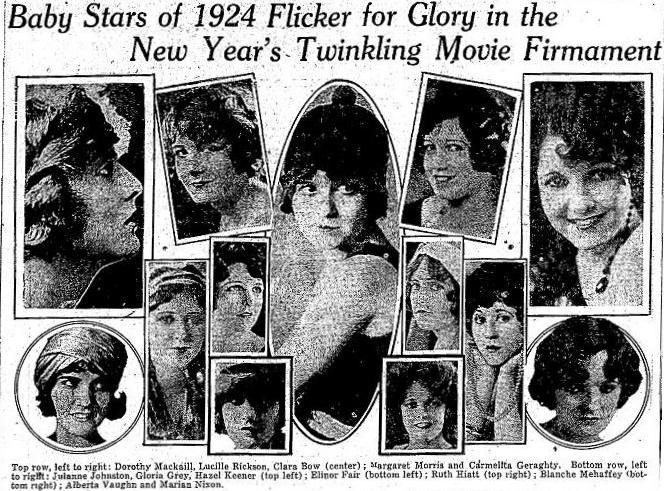
Blanche Mehaffey entre as Wampas Baby Stars de 1924.

- The Mystery Trooper (seriado, 1931)
- Sally of the Subway (1932)
- Passport to Paradise (1932)
- The Sea Fiend (1936)
- Held for Ransom (1938)[10]